# Tomas Nordahl
Tomas Nordahl (Norrköping, 1946. május 25. –)  svéd válogatott labdarúgó, edző.

## Pályafutása

### A válogatottban
1967 és 1975 között 15 alkalommal szerepelt a svéd válogatottban és 5 gólt szerzett. Részt vett az 1970-es világbajnokságon.

## Sikerei, díjai
Anderlecht
- Belga bajnok (1): 1967–68